# Tiridate II di Partia
Tiridate II di Partia (fl. 30-26 a.C.) tentò due volte di ottenere il trono partico, nel 30 e nel 26 a.C., ai danni di Fraate IV, ma fu cacciato ed esiliato in Spagna.
L'imperatore Augusto cercò di aiutare Tiridate rimandandolo indietro da suo padre, ma senza alcun successo.